# ТЭЦ «Восточная»
Восточная ТЭЦ (ГТУ—ТЭЦ на площадке ЦПВБ) — тепловая электростанция (ГТУ-ТЭЦ), расположенная в г. Владивосток Приморского края. Одна из самых молодых электростанций на Дальнем Востоке России (введена в эксплуатацию в 2018 году). Собственник — АО «Дальневосточная генерирующая компания», входящее в группу РусГидро.

## Конструкция станции
По конструкции Восточная ТЭЦ представляет собой тепловую газотурбинную электростанцию с комбинированной выработкой электрической и тепловой энергии. Установленная электрическая мощность станции составляет 139,5 МВт, тепловая мощность — 432 Гкал/ч. В качестве топлива используется природный газ сахалинских месторождений. Основное оборудование станции включает в себя три газотурбинные установки LM 6000 PF Sprint, производства фирмы General Electric, три котла-утилизатора КУВ-46,4-130, три пиковых водогрейных котла КВ-ГМ-116,3-150 и два паровых котла ТТ-200. Выдача электроэнергии в энергосистему производится через комплектное распределительное устройство (КРУЭ) напряжением 110 кВ по следующим линиям электропередачи:
- КЛ 110 кВ ТЭЦ Восточная — ПС 2Р;
- КЛ 110 кВ ТЭЦ Восточная — ПС СИ;
- КЛ 110 кВ ТЭЦ Восточная — ПС 1Р;
- КВЛ 110 кВ ТЭЦ Восточная — ПС ЗУ.

## История строительства и эксплуатации
Проект строительства Восточной ТЭЦ реализовывался с 2012 года, работы непосредственно на строительной площадке были начаты в 2014 году. Сооружения станции возведены на месте устаревшей и неэффективной Центральной пароводяной бойлерной (ЦПВБ), сооружения и оборудование которой были в 2018 году демонтированы. Стоимость строительства станции составляет более 10 млрд рублей, финансирование строительства велось за счет собственных средств и кредитов, выделенных Европейским банком реконструкции и развития (ЕБРР) и Европейским инвестиционным банком (ЕИБ). Станция введена в эксплуатацию 10 сентября 2018 года.
Восточная ТЭЦ обеспечивает теплом и электроэнергией город Владивосток, в том числе новые жилые кварталы «Снеговая Падь» и «Патрокл». Станция поставляет тепло и горячую воду для более чем 50 тыс. квартир Первореченского и Ленинского районов Владивостока, а также покрывает до 20 % потребности города в электроэнергии.